# Gard Sveen
Gard Sveen (født 8. marts 1969 i Hamar) er en norsk forfatter.
Sveen fik sin litterære debut i 2013 med kriminalromanen Den sidste pilgrim. Romanen har politidetektiven Tommy Bergmann som hovedperson. For sin debutroman blev Sveen tildelt Rivertonprisen dette år og Glasnøglen i 2014. I 2015 udkom efterfølgeren Helvede åbent.
Sveen står for eksempel også bag bøgerne Blod i dans (2016), Bjørnen (2018) og Drømmenes Gud (2019).